# Kurt von Seggern
Kurt von Seggern (* 26. Juni 1911 in Hedenkamp, Ganderkesee, Kreis Oldenburg-Land; † 7. November 1966 in Delmenhorst) war ein deutscher Politiker (CDU) und Mitglied des Niedersächsischen Landtages.
Kurt von Seggern arbeitete als Landwirt.
Vom 20. April 1947 bis 12. Januar 1951 war er Mitglied des Niedersächsischen Landtages (1. Wahlperiode) für den Wahlkreis 78 (Oldenburg-Land).